# Zouada
Zouada (en àrab زوادة, Zwāda; en amazic ⵣⵡⴰⴷⴰ) és una comuna rural de la província de Larraix, a la regió de Tànger-Tetuan-Al Hoceima, al Marroc. Segons el cens de 2014 tenia una població total de 23.233 persones.